# آدونیس فریاز
آدونیس فریاز (انگلیسی: Adonis Frías؛ زادهٔ ۱۷ مارس ۱۹۹۸) بازیکن فوتبال اهل آرژانتین است.